# Filmåret 2007

## Årets filmer

### 0 - 9
- 2 dagar i Paris
- 2 Girls 1 Cup
- 3:10 to Yuma
- 4 månader, 3 veckor och 2 dagar
- 28 veckor senare
- 300
- 1408

### A - G
- A Cup of Love
- A Man's Job
- A Mighty Heart
- Across the Universe
- Alice Upside Down
- Alien vs Predator: Survival of the Fittest
- Alla andra
- Allt om min buske
- Alpha Dog
- Alvin och gänget
- An American Crime
- American Gangster
- American Pie Presents: Beta House
- Anna and the Moods
- Aqua Teen Hunger Force Colon Movie Film for Theaters
- Are We Done Yet?
- Arn – Tempelriddaren
- Askungen - Det magiska trollspöet
- August Rush
- Awake
- Bakom Snart är det lördag igen
- Ballet Shoes
- Balls of Fury
- Barda
- Barnhemmet
- Beck – Den japanska shungamålningen
- Beck – Den svaga länken
- Beck – Gamen
- Beck – I Guds namn
- Ben X
- Beowulf
- Black Sheep
- Black Snake Moan
- Blades of Glory
- Blonde Ambition
- Blåbärskriget
- Bordertown
- The Bourne Ultimatum
- Boy A
- Bratz: The Movie
- Breath
- Bring It On: In It to Win It
- Bron till Terabitia
- The Brothers Solomon
- Bröllopsprovet
- Bury My Heart at Wounded Knee
- Butterfly on a Wheel
- The Cake Eaters
- Carved
- Cassandra's Dream
- Chapter 27 - Mordet på John Lennon
- Charlie Wilson's War
- Cheonnyeonyeou Yeoubi
- Ciao Bella
- Cleaner
- Colorado Avenue
- The Condemned
- Control
- Cthulhu
- Cutlass
- Daisy Diamond
- The Darjeeling Limited
- Darling
- Dart
- De glömda själarnas ö
- Dead Silence
- Death Proof
- Death Sentence
- December Boys
- Den brysomme mannen
- Den krossade tanghästen
- Den man älskar
- Den nya människan
- Det svider i hjärtat
- Diamond Dogs
- The Diamond Dust Rebellion
- Die Hard 4.0
- Disturbia
- Djävulens advokat
- Dr. Horrible's Sing-Along Blog
- Du levande
- Eastern Promises
- Eichmann – dödens underskrift
- Elizabeth: The Golden Age
- En man kommer hem
- En ung Jane Austen
- Epic Movie
- Epitaph
- Ett hederligt arbete
- Ett stycke Sverige
- Evan den allsmäktige
- Expedition Linné
- Falskmyntarna
- Familjen Robinson
- Fantastic Four: Rise of the Silver Surfer
- Farväl Bafana
- Fjärilen i glaskupan
- Flight of Fury
- Flood (film)
- Freedom Writers
- Främmande
- Fyra fruar och en man
- Försoning
- Förtrollad
- Förvisningen
- The Game Plan
- Gangster
- Georgia Rule
- Ghost Rider
- Gone Baby Gone
- Good Luck Chuck
- The Good Night
- Grace Is Gone
- Great Debaters
- Grindhouse
- Gränsen 1918
- Guldkompassen
- Gustaf livs levande

### H - N
- Ha en Shrektigt god jul
- Hairspray
- Halloween
- Hannibal Rising
- Harry Potter och Fenixorden
- Hata Göteborg
- Heartbreak Girl
- The Heartbreak Kid
- High School Musical 2: Sing It All or Nothing'!
- Highlander: The Source
- The Hills Have Eyes 2
- The Hitcher
- Hitman
- Hoppet
- Hostel 2
- Hot Fuzz
- Hot Rod
- Hotel Chevalier
- The Hunting Party
- Hur man gör
- Hur tänker hon?
- Härmed förklarar jag er Chuck och Larry
- I Am Legend
- I elfte timmen
- I fiendens närhet
- I'm Not There
- In the Land of Women
- In the Valley of Elah
- Into the Wild
- The Invisible
- Iskariot
- It's a Free World...
- Jack Brooks: Monster Slayer
- Jackass: 2.5
- Jag och Johan
- Jump In!
- Juno
- Järnets änglar
- Kashmir på kredit
- Katyn
- Kill Buljo
- The Kingdom
- Klass
- Klimatförändringarna – en bluff?
- Koffein
- Kollopapporna
- Kunskapens pris: balladen om den vilsne vandraren
- Kärlek i kolerans tid
- Kärlek på menyn
- La soledad
- La vie en rose – berättelsen om Edith Piaf
- Landet för längesedan XIII: Visdomens vänner
- Lars and the Real Girl
- The Last Legion
- The Last Mimzy
- Leo
- Leroy & Stitch
- Linas kvällsbok
- The Lookout
- Lova mig detta
- Lucky You
- Lust, Caution
- Madonnen
- The Man from Earth
- Margot at the Wedding
- Mars och Venus
- Martian Child
- The Messengers
- Michael Clayton
- Michou d'Auber
- Min brors flickvän
- Min pappas palestinska slav
- The Mist
- Mongol
- Mordet på Jesse James av ynkryggen Robert Ford
- Mother of Tears
- Mr. Beans semester
- Mr. Brooks
- Mr. Warmth: The Don Rickles Project
- Mr. Woodcock
- Music and Lyrics
- My Blueberry Nights
- Myskväll
- Människorna
- The Nanny Diaries[1]
- National Treasure: Hemligheternas bok
- Next
- Nina Frisk
- No Country for Old Men
- Norbit
- Northanger Abbey
- Nu eller aldrig
- The Number 23
- Nunnan

### O - U
- O' Horten
- Ocean's Thirteen
- Ond aning
- P.S. I Love You
- Palo Alto, CA
- Paranoid Park
- Paranormal Activity
- Pathfinder
- Perfect Stranger
- Persepolis
- Pirates of the Caribbean: Världens ände
- Planet Terror
- Popcorn
- Postal
- The Poughkeepsie Tapes
- Primeval
- Purple Violets
- Pyramiden
- På smällen
- Randy and the Mob
- The Rebel
- REC
- Redacted
- Remember the Daze
- Resident Evil: Extinction
- Rex - En räddare i nöden
- Rosa: The Movie
- Rush Hour 3
- Råttatouille
- Saawariya
- Saint Francis
- Sanningens mörker
- Saw IV
- Se upp för dårarna
- Seachd: The Inaccessible Pinnacle
- September Dawn
- Shanghai Kiss
- Sharkwater
- Shoot 'Em Up
- Shooter
- Shortcut to Happiness
- Shrek den tredje
- Shrooms
- Sicko
- The Signal
- Signaler
- The Simpsons: Filmen
- Skuggspel
- Slaget vid Poltava
- Slipstream
- Smokin' Aces
- Solstorm
- Sooloilua
- Southland Tales
- Spider-Man 3
- Spöktimmen: tänk inte på det
- St. Trinian's
- Stardust
- Stomp the Yard
- Suburban Girl
- Sunshine
- Supersugen
- Surf's Up
- Svarta nejlikan
- Sweeney Todd - The Demon Barber of Fleet Street
- Switch
- Sydney White
- Tali-Ihantala 1944
- Tatuerad torso
- Ten Inch Hero
- Territory
- Then She Found Me
- There Will Be Blood
- There's Something About Ashley
- Things We Lost in the Fire
- Tillsammans är man mindre ensam
- TMNT[2]
- Transformers
- Tre systrar & en mamma
- Tro, hopp och rånare
- Tropa de Elite
- Trångt i kistan
- The Ultimate Collection
- Undeadable - Dead...but not buried
- Underbar och älskad av alla
- Underdog
- The Union: The Business Behind Getting High
- Until Death
- Urban Justice

### V - Ö
- Vacancy
- Varg Veum – Bittra blomster
- Virgin Territory
- The Visitor
- Vänner för livet
- Waiting
- Walk Hard: The Dewey Cox Story
- War
- We Own the Night
- Welcome to Hebron
- Who's Your Caddy?
- Why did I get married?
- Wild Hogs
- Winx Club: The Secret of the Lost Kingdom
- Wrong Turn 2: Dead End
- You, Me, Love
- Yumurta
- Zeitgeist
- Zodiac
- Övertalning

## Händelser
| Månad     | Dag                                      | Händelse                                                    |
| Januari   | 9                                        | 33:e People's Choice Awards                                 |
| Januari   | 15                                       | 64:e Golden Globe Awards                                    |
| Januari   | 18 - 28                                  | 29:e Sundance Film Festival                                 |
| Januari   | 24 - 4                                   | 36:e Rotterdam International Film Festival                  |
| Januari   | 20                                       | Broadcast Film Critics' Critics Choice Awards               |
| Januari   | 28                                       | 13:e Screen Actors Guild Awards                             |
| Februari  | 8 - 18                                   | 57:e Berlins filmfestival                                   |
| Februari  | 11                                       | 60:e BAFTA Awards                                           |
| Februari  | 24                                       | 23:e Independent Spirit Awards 27:e Golden Raspberry Awards |
| Februari  | 25                                       | 79:e Oscarsgalan                                            |
| Mars      | 8 - 18                                   | 22:a Mar del Plata International Film Festival              |
| April     | 25 - 6                                   | 6:e Tribeca Film Festival                                   |
| April     | 26 - 10                                  | 50:e San Francisco International Film Festival              |
| Maj       | 3 - 12                                   | 7:e Silver Lake Film Festival                               |
| Maj       | 16 - 27                                  | 60:e Filmfestivalen i Cannes                                |
| Maj       | 23                                       | Jönköpings filmstad invigs.                                 |
| 24 - 17   | 33:e Seattle International Film Festival |                                                             |
| Juni      | 16 - 24                                  | 10:e Shanghai International Film Festival                   |
| Juni      | 29 - 7                                   | 42:a Filmfestivalen i Karlovy Vary                          |
| Augusti   | 1 – 11                                   | 60:e Internationella filmfestivalen i Locarno               |
| Augusti   | 15 - 26                                  | 61:a Edinburgh International Film Festival                  |
| Augusti   | 23 - 3                                   | 31:a Festival des Films du Monde (Montréal)                 |
| Augusti   | 29 - 8                                   | 64:e Filmfestivalen i Venedig                               |
| September | 6 - 15                                   | 32:a Toronto International Film Festival                    |
| September | 20 - 29                                  | 55:e Filmfestivalen i San Sebastián                         |
| September | 26 - 7                                   | 15:e Raindance Film Festival                                |
| Oktober   | 17 - 1                                   | 51:a London Film Festival                                   |
| Oktober   | 20 - 28                                  | 20:e Tokyo International Film Festival                      |
| November  | 15 - 25                                  | 17:e Stockholms filmfestival                                |
| November  | 27 - 7                                   | 31:a Cairo International Film Festival                      |

## Oscarspriser(i urval)
- Bästa film – The Departed
- Bästa regi – Martin Scorsese, The Departed
- Bästa manliga huvudroll – Forest Whitaker, The Last King of Scotland
- Bästa kvinnliga huvudroll – Helen Mirren, The Queen
- Bästa dokumentär – En obekväm sanning
- Bästa kvinnliga biroll – Jennifer Hudson, Dreamgirls
- Bästa utländska film – De andras liv
- Bästa animerade film – Happy Feet
- Bästa manliga biroll – Alan Arkin, Little Miss Sunshine
- Bästa animerade kortfilm – The Danish Poet

## Filmer
- 4 maj – Filmen Spider-Man 3 har premiär.
- 25 maj – Pirates of the Caribbean: Världens ände har världspremiär.
- 13 juli – Filmen Harry Potter och Fenixorden har världspremiär.
- 27 juli – Filmen The Simpsons Movie har premiär.
- 17 augusti – Filmen Fantastic Four: Rise of the Silver Surfer har premiär.
- 7 september – Filmen Resident Evil Extinction har världspremiär.
- 5 oktober – Filmen The Seeker: The Dark is Rising har premiär i USA.

## Årets mest sedda filmer
Lista över årets tio mest sedda filmer på bio i Sverige.
Totalt gjordes 15,2 miljoner biobesök.
| Nr | Titel                                   | Biobesökare |
| -- | --------------------------------------- | ----------- |
| 1  | Pirates of the Caribbean: Världens ände | 844 202     |
| 2  | Harry Potter och Fenixorden             | 729 807     |
| 3  | Råttatouille                            | 675 008     |
| 4  | Lejon och lamm                          | 644 767     |
| 5  | Göta kanal 2 – kanalkampen              | 606 199     |
| 6  | Shrek den tredje                        | 541 456     |
| 7  | The Simpsons Movie                      | 472 666     |
| 8  | Arn – Tempelriddaren                    | 454 647     |
| 9  | Spider-Man 3                            | 428 965     |
| 10 | Die Hard 4.0                            | 288 477     |

## Avlidna
| Datum     | Datum | Namn                   | Ålder | Sysselsättning                                                                        |
| Januari   | 1     | A.I. Bezzerides        | 98    | Manusförfattare                                                                       |
| Januari   | 2     | Sergio Jiménez         | 69    | Skådespelare                                                                          |
| Januari   | 4     | Steve Krantz           | 83    | Producent                                                                             |
| Januari   | 4     | Ben Gannon             | 54    | Producent                                                                             |
| Januari   | 4     | Helen Hill             | 36    | Filmskapare                                                                           |
| Januari   | 6     | Charmion King          | 81    | Skådespelare                                                                          |
| Januari   | 6     | Pete Kleinow           | 72    | Specialeffekts-designer                                                               |
| Januari   | 8     | Yvonne De Carlo        | 84    | Skådespelare                                                                          |
| Januari   | 8     | Bong Soo Han           | 75    | Stuntkoreograf                                                                        |
| Januari   | 8     | Iwao Takamoto          | 81    | Regissör                                                                              |
| Januari   | 10    | Cho Tat Wah            | 91    | Skådespelare                                                                          |
| Januari   | 11    | Solveig Dommartin      | 48    | Skådespelare                                                                          |
| Januari   | 11    | Carlo Ponti            | 95    | Filmproducent                                                                         |
| Januari   | 14    | Vassilis Fotopoulos    | 72    | Art director                                                                          |
| Januari   | 14    | Barbara Kelly          | 82    | Skådespelare                                                                          |
| Januari   | 16    | Ron Carey              | 71    | Skådespelare                                                                          |
| Januari   | 19    | Gerhard Bronner        | 84    | Kompositör                                                                            |
| Januari   | 19    | Denny Doherty          | 66    | Skådespelare                                                                          |
| Januari   | 20    | Alfredo Ripstein       | 90    | Producent                                                                             |
| Januari   | 24    | Krystyna Feldman       | 86    | Skådespelare                                                                          |
| Januari   | 27    | Marcheline Bertrand    | 56    | Skådespelare                                                                          |
| Februari  | 2     | Vijay Arora            | 62    | Skådespelare                                                                          |
| Februari  | 4     | Barbara McNair         | 72    | Skådespelare                                                                          |
| Februari  | 8     | Anna Nicole Smith      | 39    | Skådespelare                                                                          |
| Februari  | 9     | Ian Richardson         | 72    | Skådespelare                                                                          |
| Februari  | 10    | Jung Da Bin            | 26    | Skådespelare                                                                          |
| Februari  | 11    | Yunus Parvez           | 75    | Skådespelare                                                                          |
| Februari  | 12    | Randy Stone            | 48    | Rollsättare                                                                           |
| Februari  | 13    | Johanna Sällström      | 32    | Skådespelare                                                                          |
| Februari  | 17    | John Patrick Griffin   | 91    | Skådespelare                                                                          |
| Februari  | 19    | Janet Blair            | 85    | Skådespelare                                                                          |
| Februari  | 22    | Fons Rademakers        | 86    | Regissör                                                                              |
| Februari  | 25    | P. Bhaskaran           | 83    | Regissör                                                                              |
| Mars      | 1     | Colette Brosset        | 85    | Skådespelare                                                                          |
| Mars      | 7     | Andy Sidaris           | 76    | Regissör                                                                              |
| Mars      | 8     | Viky Vanita            | 59    | Regissör                                                                              |
| Mars      | 9     | Rosy Afsari            | 60    | Skådespelare                                                                          |
| Mars      | 13    | Nicole Stéphane        | 83    | Skådespelare                                                                          |
| Mars      | 15    | Blanquita Amaro        | 83    | Skådespelare                                                                          |
| Mars      | 19    | Calvert DeForest       | 85    | Skådespelare                                                                          |
| Mars      | 26    | Mikhail Ulyanov        | 79    | Skådespelare                                                                          |
| April     | 1     | Ladislav Rychman       | 84    | Regissör                                                                              |
| April     | 3     | Burt Topper            | 78    | Regissör                                                                              |
| April     | 4     | Bob Clark              | 67    | Regissör                                                                              |
| April     | 6     | George Jenkins         | 98    | Produktionsdesigner                                                                   |
| April     | 6     | Luigi Comencini        | 90    | Regissör                                                                              |
| April     | 7     | Barry Nelson           | 89    | Skådespelare                                                                          |
| April     | 11    | Roscoe Lee Browne      | 81    | Skådespelare                                                                          |
| April     | 12    | James Lyons            | 46    | Redigerare                                                                            |
| April     | 13    | Don Selwyn             | 71    | Skådespelare                                                                          |
| April     | 15    | Justine Saunders       | 54    | Skådespelare                                                                          |
| April     | 17    | Kitty Carlisle Hart    | 96    | Skådespelare                                                                          |
| April     | 17    | Nair Bello             | 75    | Skådespelare                                                                          |
| April     | 19    | Jean-Pierre Cassel     | 74    | Skådespelare                                                                          |
| April     | 20    | Jan Kociniak           | 69    | Skådespelare                                                                          |
| April     | 24    | Roy Jenson             | 80    | Skådespelare                                                                          |
| April     | 26    | Conchita Montenegro    | 94    | Skådespelare                                                                          |
| April     | 28    | Dabbs Greer            | 90    | Skådespelare                                                                          |
| April     | 28    | Luigi Filippo D'Amico  | 83    | Regissör                                                                              |
| April     | 29    | Arve Opsahl            | 85    | Skådespelare                                                                          |
| April     | 30    | Gordon Scott           | 79    | Skådespelare                                                                          |
| Maj       |       |                        |       |                                                                                       |
| Juni      | 5     | Povel Ramel            | 85    | Svensk friherre, text- och revyförfattare, kompositör, pianist, sångare samt komiker. |
| Juli      | 1     | Git Gay                | 85    | svensk skådespelare, sångare och revyartist                                           |
| Juli      | 3     | Alice Timander         | 91    | Svensk tandläkare, premiärlejon och skådespelerska                                    |
| Juli      | 30    | Ingmar Bergman         | 89    | Svensk regissör och författare                                                        |
| Juli      | 30    | Michelangelo Antonioni | 94    | Italiensk regissör                                                                    |
| Augusti   | 24    | Aaron Russo            | 64    | Amerikansk filmproducent och politisk aktivist                                        |
| September | 29    | Lois Maxwell           | 80    | kanadensisk skådespelerska, känd som Miss Moneypenny i James Bond-filmerna            |
| November  | 16    | Deborah Kerr           | 86    | Brittisk-amerikansk skådespelerska                                                    |
| November  | 30    | Evel Knievel           | 69    | Amerikansk stuntman                                                                   |
| December  |       |                        |       |                                                                                       |

### Fotnoter
1. ↑  IMDB, läst 23 april 2012
2. ↑  IMDB, läst 29 februari 2012
3. ↑  Expressen 23 maj 2007, läst 29 februari 2012
4. ↑  DN
5. ↑  Dagens Nyheter Kultur, 2008-01-30